# Лобашёв, Владимир Михайлович
Лобашёв Влади́мир Миха́йлович (29 июля 1934, Ленинград — 3 августа 2011) — советский и российский физик-ядерщик. Академик Российской академии наук (2003, член-корреспондент с 1970), доктор физико-математических наук, профессор.

## Биография
Владимир Михайлович Лобашёв родился 29 июля 1934 года в Ленинграде. В 1957 году окончил Ленинградский университет.
В 1957—1972 годах работал в Ленинградском физико-техническом институте РАН (АН СССР), с 1972 года — в Институте ядерных исследований РАН (АН СССР), где был заведующим отделом экспериментальной физики.
24 ноября 1970 года избран членом-корреспондентом Академии наук СССР (с 1991 года — РАН), а 22 мая 2003 года — действительным членом РАН по Отделению ядерной физики.
Скончался 3 августа 2011 года. Похоронен на городском кладбище города Троицка.

## Научная деятельность
Основные научные интересы В. М. Лобашёва были сосредоточены в области ядерной физики и физики элементарных частиц. Здесь он занимался вопросами явлений нарушения Р и СР-инвариантности, нейтронной и нейтринной физики, физики средних энергий. Им были разработаны новые методы работы с ультрахолодными нейтронами и при этом получены наиболее жёсткие ограничения на величину электрического дипольного момента нейтрона, которая для интерпретации нарушения СР-инвариантности в микромире оказывается одной из важнейших физических величин. В экспериментах с поляризованными тепловыми нейтронами им обнаружен ряд новых эффектов — в том числе лево-правая асимметрия вылета осколков деления при захвате нейтронов и эффект несохранения чётности в полном сечении радиационного захвата нейтронов. Работы В. М. Лобашёва по изучению малых эффектов, связанных с несохранением пространственной чётности, имели фундаментальное значение для доказательства универсальности слабого взаимодействия.
В квантовой электродинамике В. М. Лобашёвым обнаружен и исследован новый эффект — вращение плоскости поляризации гамма-квантов в среде поляризованных электронов, который был зарегистрирован как открытие. Совместно с П. Е. Спиваком он предложил новый метод измерения массы нейтрино в ходе β-распада трития, в результате чего было получено рекордно низкое ограничение на массу покоя электронного антинейтрино.
В. М. Лобашёвым внесён основополагающий вклад в становление и развитие экспериментальной базы уникального научного комплекса Московской мезонной фабрики Института ядерных исследований в городе Троицке.
Является автором более 200 научных публикаций, 5 изобретений, которые внедрены и используются в России и за рубежом.

## Семья
- Отец — Лобашёв Михаил Ефимович (1907—1971) — советский генетик и физиолог, профессор ЛГУ (1953).
- Сын — Лобашёв Андрей Владимирович (род. 1974) — поэт, вокалист групп «Arida Vortex», Ольви.

## Награды
За многолетний труд и большой вклад в науку В. М. Лобашёв удостоен ряда правительственных наград и премий. Среди них:
- Орден «Знак Почёта» (1975)[5]
- Орден Трудового Красного Знамени (1984)[5]
- Орден Почёта (1999) — за большой вклад в развитие отечественной науки, подготовку высококвалифицированных кадров и в связи с 275-летием Российской академии наук[6]
- Орден Дружбы (2004)
- Ленинская премия (1974)[4]
- Премия имени Бруно Понтекорво (1999) — за большой вклад в физику элементарных частиц и ядерную физику, крупные достижения в исследовании фундаментальных свойств нейтрино[5]
- Премия имени академика М. А. Маркова (2004)
- Памятная медаль «100 лет со дня рождения Л. Ф. Верещагина» (2009)
- Премия Гумбольдта[7]

С 2006 года Владимир Михайлович являлся Почётным гражданином города Троицка.

## Основные публикации
- Lobashov V. M., Nazarenko V. A., Saenko L. F., Smotritsky L. M., Kharkevitch G. I. Parity non-conservation in the gamma decay of 181Ta // Physics Letters B. — 1967. — Vol. 25, № 2. — P. 104—106.
- Лобашёв В. М., Попеко Л. А., Смотрицкий Л. М., Серебров А. П., Коломенский Э. А. Экспериментальное наблюдение вращения плоскости линейной поляризации γ-квантов в намагниченных ферромагнетиках // Письма в ЖЭТФ. — 1971. — Т. 14, № 6. — С. 373—376.
- Алтарёв И. С., Борисов Ю. В., Брандин А. Б., Егоров А. И., Ежов В. Ф., Иванов С. Н., Лобашёв В. М., Назаренко В. А., Порсев Г. Д., Рябов В. Л., Серебров А. П., Тальдаев Р. Р. Поиск электрического дипольного момента нейтрона // Письма в ЖЭТФ. — 1979. — Т. 29, № 12. — С. 794—796.
- Князьков В. А., Коломенский Э. А., Лобашёв В. М., Назаренко В. А., Пирожков А. Н., Соболев Ю. В., Шаблий А. И., Шульгина Е. В. Новый эксперимент по измерению циркулярной поляризации гамма-квантов в реакции np→ d{\displaystyle \gamma } // Письма в ЖЭТФ. — 1983. — Т. 38, № 3. — С. 138—141.
- Алтарёв И. С., Борисов Ю. В., Боровикова Н. В., Брандин А. Б., Егоров А. И., Иванов С. Н., Коломенский Э. А., Ласаков М. С., Лобашёв В. М., Пирожков А. Н., Серебров А. П., Соболев Ю. В., Тальдаев Р. Р., Шульгина Е. В. Поиск электрического дипольного момента нейтрона // Письма в ЖЭТФ. — 1986. — Т. 44, № 8. — С. 360—363.
- Altarev I. S., Borisov Yu. V., Borovikova N. V., Ivanov S. N., Kolomensky E. A., Lasakov M. S., Lobashev V. M., Nazarenko V. A., Pirozhkov A. N., Serebrov A. P., Sobolev Yu. V., Shulgina E. V., Yegorov A. I. New measurement of the electric dipole moment of the neutron // Physics Letters B. — 1992. — Vol. 276, № 1—2. — P. 242—246.
- Lobashev V. M., Aseev V. N., Belesev A. I., Berlev A. I., Geraskin E. V., Golubev A. A., Kazachenko O. V., Kuznetsov Yu. E., Ostroumov R. P., Rivkis L. A., Stern B. E., Titov N. A., Zadorozhny S. V., Zakharov Yu. I. Direct search for mass of neutrino and anomaly in the tritium beta-spectrum // Physics Letters B. — 1999. — Vol. 460, № 1—2. — P. 227—235.